# La Masèira
La Masèira (en francès La Mazière-aux-Bons-Hommes) és una comuna francesa, a la regió de la Nova Aquitània, departament de la Cruesa. La seva població al cens de 1999 era de 73 habitants. Està integrada a la Communauté de communes du Haut Pays Marchois.

## Demografia
| 1968 | 1975 | 1982 | 1990 | 1999 |
| ---- | ---- | ---- | ---- | ---- |
| 110  | 96   | 99   | 96   | 73   |

## Administració
| Període   | Identitat            | Partit |
| --------- | -------------------- | ------ |
| 1944-1959 | Eugène Sabouret      |        |
| 1959-1978 | Léon Reuge           |        |
| 1978-1991 | Joseph Bouchon       |        |
| 1991-1996 | Roger Chevalier      |        |
| 1996-2008 | Jean-Louis Desseauve |        |
| 2008-     | Jean-Louis Giraud    |        |